# Алге
Алге (од лат. algae — „морска трава”) су велика група организама у коју спадају разноврсни облици, од једноћелијских до вишећелијских. У алге спада више различитих раздела нижих биљака које углавном у својим ћелијама имају хлорофил. Ови организми најчешће живе у води или у влажним стаништима. Имају карактеристично грађено вегетативно тело које се назива талус. Талус може бити величине од неколико микрометара до више десетина метара. Талус алги може бити на различитом степену морфолошке диференцијације. Он може бити: једноћелијски, капсални, колонијални, трихални, сифонални, сифокладални и паренхиматички. Међутим чак и за најсложеније ступњеве морфолошке организације, као што је кормоидан, је карактеристично да није диференциран на стабло, корен и лист што је карактеристично за више биљке.
Пошто се у њиховом талусу налази хлорофил, могу да врше фотосинтезу и да се фотоаутотрофно хране. Међутим могу да се хране и миксотрофно и хетеротрофно. Миксотрофан и хетеротрофан начин исхране могу да буду стална одлика или да се јављају само при промењеним условима средине. Хетеротрофан начин исхране је увек секундарног карактера.
Размножавају се вегетативно, бесполно — спорама и полно. Хаплоидна фаза је углавном доминантна у њиховом циклусу развића.
Највећи број алги живи у води, мада многе живе ван воде. Ван воде живе на влажном земљишту, у кори дрвећа, на влажним стенама, грађевинском материјалу... Могу да живе самостално и у заједници са другим биљкама или животињама.
Око неких филогенетских особина алги постоје спорења тако да је класификација алги спорна и постоји више система класификације. По некима постоји 8, 9, 10 па чак и више раздела алги, а и бројне врсте су предмет спорења између алголога и зоолога. Такође је споран положај модрозелених алги (бактерија) јер спадају у прокариотске организме тако да их многи научници сврставају у бактерије, међутим алголози их сврставају у алге.
Наука која се бави проучавањем алги је алгологија.

## Исхрана
Према начину исхране алге могу бити аутотрофни, миксотрофни и хетеротрофни организми. Хетеротрофне алге, које не могу саме да стварају храну, се јављају у малом броју и живе или као сапрофити или као паразити. Према алголозима хетеротрофност алги је накнадно стечена особина. Миксотрофан начин исхране је особина многих алги. Све алге које саме стварају храну, али које такође користе хранљиве материје из околне средине спадају у миксотрофне организме. Миксотрофија код алги може бити стална (увек користе оба начина исхране) или привремена (јавља се само у измењеним условима животне средине). На миксотрофном начину исхране се заснива њихова улога у биолошком пречишћавању загађених вода. Велики број модрозелених алги (бактерија), зелених, златних и силикатних алги се храни миксотрофно. Највећи број алги спада у фотоаутотрофне организме (организми који врше фотосинтезу). Оне саме стварају храну уз помоћ сунчеве светлости и угљен-диоксида, у присуству пигмената (међу којима су главни хлорофили).
Алге могу да користе слободан угљен-диоксид, али могу да га добијају и из разних органских супстанци (глукоза, галактоза, маноза, лактоза, сахароза, фруктоза...). Такође им је за развиће неопходан азот. Сем из неорганских једињења - најчешће нитрата, алге могу да користе и азот из неких органских једињења (амиди и неке амино киселине). Ова особина је специфична, пошто алге, као и биљке углавном користе азот из неорганских једињења. Многе модрозелене алге (бактерије) имају могућност везивања атмосферског азота који се налази у елементарном облику. Ову особину поседују само још неке бактерије. Организми који везују атмосферски азот називају се азотофиксатори и имају важну улогу у екосистемима јер обезбеђују азот неопходан другим организмима за раст.
Остале елементе који су им неопходни за раст (...), алге обезбеђују из хемијских једињења тих елемената.

## Грађа

### Грађа ћелије
Пошто се међу алгама налазе бројни једноћелијски организми, за њих грађа ћелије уједно представља и грађу целог организма. Већина алги су еукариотски организми, али постоје и прокариотски организми (модрозелене алге). Грађа ћелије код ове две групе се битно разликује. И прокариотски и еукариотски организми се састоје од омотача ћелије и протопласта (ћелијски садржај унутар омотача). У протопласту прокариотских организама (модрозелене алге) не постоји диференцирано једро и остале ћелијске органеле већ се он дели на нуклеоплазму и хроматоплазму. Код свих осталих алги, које су еукариотски организми, протопласт је издељен на једро и цитоплазму у којој се налазе органеле.
Ћелијски омотач алги може бити веома разноврстан. Код најпримитивнијих облика јавља се плазмалема. То је фина, танка мембрана чија дебљина износи око 10 nm. Организми са овом врстом омотача називају се гимнопласти и њихова особина је да немају постојан облик тела. У гимнопласте спадају неке алге из раздела Ватрене алге (Gymnodinium fuscum), Златне алге (Heterochlris mutabilis, Chloramoeba heteromorpha, Chrysamoeba radians) и Зелене алге (ред Chlorochytridiales). Мало дебљи омотач је пеликула или перипласт. Он је дебљине од 8 до 25 nm. Поседују га већина Еугленофита, неке Жутозелене алге и неке врсте из класе Dinophyceae из раздела Ватрене алге. У зависности од дебљине овог омотача организми који га поседују делимично могу мењати облик тела (Euglena viridis), или он може бити сталан. Многе алге имају на својој површини чврст омотач који се назива тека. Ову врсту омотача имају неке Златне алге, као и многи представници Euglenales, Volvocales и Peridinales. Ова врста омотача има изглед љуштуре, у којој се налази ћелија. На површини теке често се могу наћи израштаји, који могу бити веома разноврсни код различитих врста. Мана овога омотача је то што ћелија има ограничен раст. Најсложенији ћелијски омотач код алги је ћелијски зид. Ћелијски зид обезбеђује заштиту ћелији, даје јој чврстину, а ћелија која има ову врсту омотача може да расте. Такође он је делимично пропустљив, тако да се преко њега може вршити размена материја са спољашњом средином. Код различитих група алги ћелијски зид има различит број слојева, али за све алге је карактеристично да су унутрашњи слојеви грађени од целулозе, а да су спољашње пектински.
Једро — Већина еукариотских алги у својим ћелијама има по једно једро, али постоје и алге које имају по више једара (Hydrodictyon, Cladophora). Величина једра је различита код различитих алги. Једноћелијске алге углавном имају ситнија једра (од 1 до 3 микрометара), мада постоје изузеци (од 10 до 30 микрометара). Вишећелијске алге углавном имају крупнија једра (од 1 до 60 микрометара).
Вакуоле се налазе код скоро свих врсти алги. Оне алге које интензивно расту имају систем вакуола, који се често стапа у само једну, крупну вакуолу. Код неких алги јавља се посебан тип вакуола — контрактилне вакуоле које служе за избацивање вишка воде и за екскрецију. Код неких модрозелених алги се јављају и гасне вакуоле. То су простори испуњени азотом и за њих се претпоставља да служе за лакше одржавање у планктону.
Хлоропласти су код еукариотских алги разноврсни. Модрозелене алге немају хлоропласте, већ се код њих тилакоиди налазе углавном у периферном делу цитоплазме. У тилакоидима ових алги се од хлорофила налази само хлорофил а. Изглед, број и распоред хлоропласта код еукариотских алги је различит. Они по облику могу бити: пехарасти, прстенасти, цилиндрични, тракасти, спирално увијени, плочасти, звездасти... Број хлоропласта у једној ћелији варира од 1 до преко 300. У зависности од групе алги, тилакоиди су различито распоређени у хлоропластима.
Пиреноиди су органеле које се карактеристичне за алге, и јављају се код свих представника сем код модрозелених алги. Ово су органеле које се најчешће јављају унутар хлоропласта, али се могу јавити и ван њих (код црвених алги). Око пиреноида налази се омотач који се по својој хемијској природи разликује код различитих врсти (код: зелених алги је омотач чини скроб; мрких —ламинарин; црвених — флоридеа скроб; еугленофита — парамилон). Различитог су облика (лоптасти, штапићасти, полиедарни) и величини (од 3 до 15 микрометара).
Стигма (очна мрља) је телашце које служи за примање и одговор организма на светлосне надражаје. Налази се на предњем делу активно покретних алги, или оних алги које су током еволуције изгубиле способност кретање. Код појединих врсти из групе златних, зелених, мрких и неких жутозелених алги стигма се налази у хлоропласту, док се код еугленофита налази ван њега, у близини бичева.
Органеле за кретање - Сем модрозелених и црвених алги, све остале имају органеле за кретање или у вегетативном стадијуму или при размножавању (гамети, зооспоре). Могу се кретати: бичевима, трепљама и псеудоподијама. Трепље су кратке и на ћелији се налази већи број њих (од 10 до 100). Бичеви се на ћелији јављају у мањем броју (1, 2, а ређе 4 и више), а и дужи су. Врше валовите покрете. Могу бити једнаке дужине и грађе или се могу разликовати. Псеудоподије или лажне ножице су непостојане органеле за кретање. Оне со образују на неком делу ћелије, те се ћелијски садржај прелива у њих. На тај начин се ћелија креће. Псеудоподије служе и за узимање хране.

### Морфолошка организација
Према ступњевима морфолошке организације све алге се могу сврстати у неколико основних група. То су: једноћелијске, колонијалне, капсалне, сифоналне и вишећелијске алге.
Једноћелијски ступањ морфолошке организације је најпримитивнији. У оквиру овог ступња постоје: монадоидан, ризоподијалан и кокоидан ступањ организације. Алге на једноћелијском ступњу морфолошке организације се могу наћи у скоро свим разделима (свим сем мрких алги и пршљенчица). Монодоидан ступањ организације карактерише присуство једног или више бичева и сталан облик тела. У већини раздела алги постоје представници на овом ступњу организације, мада се код сложеније организованих алги монодоидном грађом одликују само ћелије које служе за размножавање. Ризоподијалан ступањ одликује одсуство сталног облика тела и непостојање чврстог ћелијског омотача. Алге на овом ступњу морфолошке организације образују псеудоподије (лажне ножице) којима се крећу, али и уносе храну у организам. Кокоидан ступањ организације јавља се код многих алги. Особина овога ступња је да ћелије немају бичеве, а на површини ћелије се углавном налази добро развијен ћелијски зид. Ово су углавном непокретни организми, мада има и покретних и код њих се као органи за кретање јављају посебне структуре као што је нпр. рафа код силикатних алги. 
Колонијалан ступањ организације је сложенији од једноћелијског. Колоније су скупине ћелија које су у морфолошком и физиолошком смислу самосталне. У оквиру колоније се може налазити различит број ћелија. Колоније које немају сталан број ћелија се називају отворене колоније, док се оне са сталним бројем ћелија називају затворене колоније. 
Капсалан ступањ организације имају агрегације алги које су непокретне и које се налазе унутар слузне масе.
Сифоналан ступањ организације има мали број алги и то из раздела жутозелених и зелених алги. За алге које се налазе на овом ступњу је карактеристично да су увек једноћелијске и да имају више једара. Попречни зидови настају само при повреди алге или при размножавању и то не код свих врста.
Вишећелијски ступањ морфолошке организације је најсложенији. У оквиру овог ступња постоје: трихални ступањ организације, хетеротрихални ступањ организације, сифокладални ступањ организације, паренхиматичан ступањ организације. Трихални ступањ је најпростији ступањ морфолошке организације код вишећелијских алги. Талус ових алги се развија у виду гранатог или негранатог конца. Може да постоји један конац или се више њих удружује. Овај талус гради већи број ћелија које чине низ и које настају узастопним трансверзалним деобама. Хетеротрихални ступањ организације је сложенија варијанта трихалног. Алге које се налазе на овом ступњу су изграђене од два низа конаца. Једни расту пузећи, хоризонтално преко подлоге, а други расту усправно из пузећих. Сифокладални ступањ организације се одликује тиме да је талус алги издељен на вишеједарне сегменте. Паренхиматичан ступањ организације је најсложенији. Он настаје деобом ћелија у све три просторне равни. Алге на овом ступњу могу бити толико развијене да њихови талуси често подсећају на више биљке. Код ових алги видљива је диференцијација унутрашњих структура које имају различиту физиолошку улогу.